# Natal'ja Nikolaevna Gončarova
Natal'ja Nikolaevna Puškina-Lanskaja in russo Наталья Николаевна Пушкина-Ланская?, nata Natal'ja Nikolaevna Gončarova (Karian, 8 settembre 1812 – 26 novembre 1863) fu la moglie del poeta e scrittore russo Aleksandr Sergeevič Puškin, dal 1831 fino alla morte di Puškin nel 1837.
In seguito, nel 1844 sposò il generale Pëtr Petrovič Lanskoj al quale restò legata per tutta la vita.

## Biografia
Natal'ja nacque nel villaggio di Karian nel governatorato di Tambov, nell'attuale oblast, dove la sua famiglia visse durante l'occupazione di Mosca da parte dell'esercito di Napoleone. Suo padre, Nikolaj Afanasievič Gončarov (1787-1861), proveniva da una famiglia di commercianti e industriali che ricevette il titolo di cavaliere al tempo dell'imperatrice Elisabetta; sua madre, Natal'ja Ivanovna Zagrjažskaja (1785-1848), si separò presto dal marito per ritirarsi nella tenuta di Jaropolec, che aveva ereditato dai genitori.

### Primo matrimonio
Puškin incontrò la sedicenne Natal'ja a un ballo tenutosi a Mosca nel dicembre 1828. Andreï Nikolaïevitch Mouraviov ricorda: “Lo stesso Puškin, dopo gli anni turbolenti della sua giovinezza, era appassionatamente innamorato della bellezza della moscovita Goncharova, che poteva davvero fungere da ideale di bellezza greca perfetta, e in modo originale esprimeva il suo stato d'animo accorato con un distico leggero:
Я влюблен, я очарован,
Словом, я огончарован!
Sono innamorato, sono incantato,
In una parola, sono ingoncharmato!”
Nel mese di aprile 1829 ne chiese la mano, ma ottenne una risposta vaga dalla madre di lei, che giudicava la figlia troppo giovane per il matrimonio.
Dopo molte esitazioni, Natal'ja accettò la proposta di Puškin nel mese di aprile 1830, ma non prima di aver ricevuto assicurazioni sul fatto che il governo zarista non avesse alcuna intenzione di perseguitarlo, vedendo in lui un poeta "libertino" (volendosi con ciò riferire a un libertinismo letterario, già sorto in Francia fra il XVI e il XVII secolo e propugnato da alcuni poeti che manifestavano un'avversione radicale ad ogni regola codificata dal classicismo). Natal'ja e Aleksandr si fidanzarono ufficialmente il 6 maggio 1830. A causa dello scoppio del colera e di altre circostanze, il matrimonio fu ritardato di un anno. La cerimonia si svolse il 18 febbraio 1831 nella chiesa dell'Ascensione a Mosca.
La coppia ebbe quattro figli:
- Marija Aleksandrovna (19 maggio 1832 - 7 marzo 1919);
- Aleksandr Aleksandrovič (6 luglio 1833 - 19 luglio 1914);
- Grigorij Aleksandrovič (14 maggio 1835 - 5 luglio 1905);
- Natal'ja Aleksandrovna (23 maggio 1836 - 10 marzo 1913).

### Affare d'Anthès
Nel 1835 conobbe un immigrato francese, Georges-Charles de Heeckeren d'Anthès, con il quale, secondo alcune voci, intrattenne una presunta relazione, situazione che determinò una violenta invettiva dello scrittore russo nei confronti di colui che nel frattempo era divenuto suo cognato, causando il duello in cui Puškin, l'8 febbraio 1837, fu ferito a morte da d'Anthès.
La correttezza del comportamento di Natal'ja in questa situazione è stata contestata da alcuni commentatori, tra cui Anna Achmatova e Marina Cvetaeva, le quali la accusarono della morte del marito, che sarebbe stata causata dalla sua inclinazione ai piaceri mondani e dal suo scarso interesse all'opera letteraria di Puškin. Secondo queste voci, le sue continue richieste di denaro per soddisfare il desiderio di gioielli e abiti costosi, avrebbero costretto il poeta a scrivere sempre per denaro piuttosto che per piacere. Tuttavia è necessario tenere in considerazione che in parte Natal'ja era obbligata a mantenere una vita sociale separata da quella del marito, in quanto aveva il dovere di fare da chaperon alle sue sorelle (anche durante le proprie gravidanze) durante gli eventi di società, la frequentazione dei quali era l'unico modo loro concesso di trovare marito. In ogni caso, moderne ricerche nei materiali d'archivio e nelle memorie dell'epoca, incluse quelle di parenti (che menzionavano sempre Natal'ja Nikolaevna con grande affetto e rispetto), portano a vedere le cose in una prospettiva a lei più favorevole. A suo credito, Natal'ja Nikolaevna conservò le lettere indirizzatele da Puškin, dalle quali emerge che  ella attribuisse molta importanza ai suoi scritti e che fu lei stessa a permetterne in seguito la pubblicazione.

### Secondo matrimonio

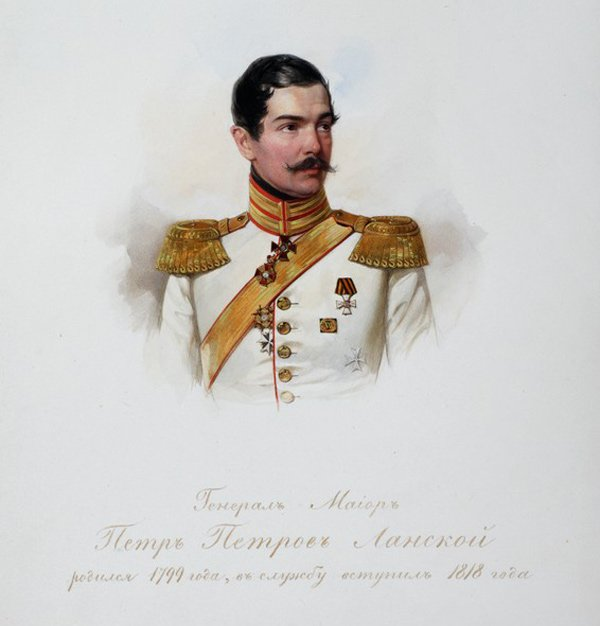
Pëtr Lanskoj nel 1847.

Nell'inverno del 1844, Natal'ja conobbe Pëtr Petrovič Lanskoj, un amico di suo fratello Ivan. 
Dopo essere stato benedetto dallo zar, il loro matrimonio si tenne a Strelna il 16 luglio 1844.
La coppia ebbe tre figlie:
- Aleksandra Petrovna (1845-1919), sposò Ivan Andreevič Arapov, ebbero tre figli;
- Sof'ja Petrovna (20 aprile 1846 - 1910), sposò Nikolaj Nikolaevič Šipov, ebbero quattro figli;
- Elisaveta Petrovna (17 marzo 1848 - 1916), sposò in prime nozze Nikolaj Andreevič Arapov e in seconde nozze Sergej Il'janovič Bibikov.

### Morte
Natal'ja Nikolaevna Gončarova morì il 26 novembre 1863 e le sue ceneri sono conservate in un cimitero della Lavra Aleksandr Nevskij.